# Чарльз Марґрейв Тейлор
Чарльз Марґрейв Тейлор (англ. Charles Margrave Taylor; нар. 5 листопада 1931, Монреаль) — канадський філософ, автор робіт з політичної і соціальної філософії, історії філософії, професор університету Мак-Гілла (Монреаль, Канада). Прихильник комунітаризму, католик, член соціал-демократичної Нової демократичної партії.
Відомий своїм дослідженням сучасного "Я" (англ. The mоdern self).

## Життєпис
Чарльз Тейлор виріс у двомовній двокультурній родині з англомовним батьком-протестантом і франкомовною матір’ю-католичкою.
Отримавши ступінь бакалавра з історії у 1952 році в Університеті Макгілла в рідному Монреалі, Тейлор здобув другий ступінь бакалавра з політики, філософії та економіки у 1955 році в коледжі Балліол при Оксфордському університеті .
У 1961 році він отримав ступінь доктора філософії в Оксфорді. Більшу частину академічної кар’єри Тейлор провів у Макгіллі та Оксфорді. Також в Оксфордському університеті він мав ступінь професора соціальної та політичної теорії Чічеле.